# Davit Niniashvili

a Compétitions nationales et continentales officielles uniquement.

b Matchs officiels uniquement.
Dernière mise à jour le 31 juillet 2025.
Davit Niniashvili (en géorgien : დავით ნინიაშვილი), né le 14 juillet 2002 à Tbilissi (Géorgie), est un joueur international géorgien de rugby à XV évoluant principalement aux postes d'arrière ou d'ailier.
Il remporte le Challenge européen avec le Lyon OU en 2022.

## Biographie
Davit Niniashvili commence la pratique du rugby à XV à l'âge de 8 ans, au sein du Khvamli RC.
En 2019, il participe au Championnat d'Europe des moins de 18 ans organisé à Kaliningrad. Il est titulaire à l'arrière lors de la finale, remportée par la Géorgie. 
Bien que n'évoluant qu'en ligue régionale, étant âgé de 18 ans et n'ayant aucune expérience du haut niveau, il est sélectionné par Levan Maisashvili (en), le sélectionneur de l'équipe de Géorgie, pour participer à la Coupe d'automne des nations. Son sélectionneur le présente comme étant « un joueur prometteur avec de bonnes compétences ». Il souhaite « augmenter la profondeur [au poste d'arrière] ». Il a l'occasion de connaître sa première sélection en entrant en jeu face à l'Irlande, puis sa seconde face aux Fidji.
En 2021, il signe un contrat de trois ans avec le club français du Lyon OU, où il est prévu qu'il alterne entre l'équipe espoir et sénior dans un premier temps. Dès sa première saison, il remporte le Challenge européen en étant titulaire en finale. Son club s'impose 30 à 12 contre le RC Toulon.
En août 2023, il est retenu dans le groupe géorgien pour la Coupe du monde.
Devenu un titulaire indiscutable au Lyon OU à partir de la saison 2023-2024 et étant en fin de contrat, il fait savoir à ses dirigeant qu'il ne prolonge pas son contrat au-delà de l'été 2025. En début de saison 2024-2025, il est annoncé qu'il signe un précontrat avec le Stade rochelais en vue de la saison prochaine. À l'issue du Championnat d'Europe 2025 remporté par sa sélection, il est nommé dans l'équipe type de la compétition au poste de demi d'ouverture. En mai 2025, il perd la finale de Challenge Cup avec son club contre Bath Rugby.

## Statistiques en équipe nationale
Davit Niniashvili compte 42 capes, dont 39 en tant que titulaire, en équipe de Géorgie depuis sa première sélection le 29 novembre 2020 contre l'équipe d'Irlande. Il inscrit 109 points, soit 14 essais, 15 transformations et 3 pénalités.
Il prend part à une Coupe du monde en 2023, disputant quatre matchs contre l'Australie, le Portugal, les Fidji et le pays de Galles.
| Année | Compétition                 | Matchs | Points | Essais | Transf. | Pénal. | Drops |
| ----- | --------------------------- | ------ | ------ | ------ | ------- | ------ | ----- |
| 2020  | Coupe d'automne des nations | 2      | -      | -      | -       | -      | -     |
| 2021  | Championnat d'Europe 2020   | 1      | -      | -      | -       | -      | -     |
| 2021  | Championnat d'Europe 2021   | 3      | 20     | 4      | -       | -      | -     |
| 2021  | Test matchs                 | 3      | 3      | -      | -       | 1      | -     |
| 2022  | Championnat d'Europe        | 2      | -      | -      | -       | -      | -     |
| 2022  | Test matchs                 | 6      | 10     | 2      | -       | -      | -     |
| 2023  | Championnat d'Europe        | 4      | 10     | 2      | -       | -      | -     |
| 2023  | Test matchs                 | 2      | 5      | 1      | -       | -      | -     |
| 2023  | Coupe du monde              | 4      | 11     | 1      | -       | 2      | -     |
| 2024  | Championnat d'Europe        | 2      | 4      | -      | 2       | -      | -     |
| 2024  | Test matchs                 | 6      | 5      | 1      | -       | -      | -     |
| 2025  | Championnat d'Europe        | 5      | 41     | 3      | 13      | -      | -     |
| 2025  | Test matchs                 | 2      | -      | -      | -       | -      | -     |
| Total | Total                       | 42     | 109    | 14     | 15      | 3      | -     |

## Palmarès

### En club
- Vainqueur du Challenge européen en 2022 avec le Lyon OU.
- Finaliste de la Challenge Cup en 2025 avec le Lyon OU.

### En équipe nationale
- Vainqueur du Championnat d'Europe des moins de 18 ans en 2019 avec l'équipe de Géorgie des moins de 18 ans.
- Vainqueur du Championnat d'Europe en 2020, 2021, 2022, 2023, 2024 et 2025 avec l'équipe de Géorgie.

### Distinctions personnelles
- Membre de l'équipe type du Championnat d'Europe en 2025.